# Philip Norman
Philip Norman (13 d'abril de 1943) un autor anglès, novel·lista, periodista i dramaturg. És conegut per les seves aclamades biografies de The Beatles, The Rolling Stones, Buddy Holly i Elton John. Els seus altres llibres inclouen estudis similars de John Lennon, Mick Jagger, Paul McCartney i Eric Clapton.

## Biografies publicades
- Shout!: The True Story of the Beatles (1981), ISBN 0-241-10300-2, ISBN 0-241-10631-1
- Symphony for the Devil: The Rolling Stones Story (1984), ISBN 0-671-44975-3
- The Life and Good Times of the Rolling Stones (1989), Century
- Days in the life: John Lennon Remembered (1990), ISBN 0-7126-3922-5
- The Stones (1993, updated w/ a new afterword), Penguin
- Elton or Elton John (1991), ISBN 0-09-174838-0 or ISBN 0-517-58762-9
- Shout!: The Beatles in their Generation (1996), ISBN 0-684-83067-1
- Buddy: The Biography (1997), ISBN 0-684-83560-6 or ISBN 0-330-35223-7
- Sir Elton: The Definitive Biography (2001), ISBN 0-7867-0820-4
- The Stones: The Acclaimed Biography (2002), ISBN 0-330-48057-X
- John Lennon: The Life (2008), ISBN 0-06-075401-X
- Mick Jagger (2012), ISBN 94-004-0204-X
- Paul McCartney: The Biography (2016), ISBN 978-0060754013
- Slowhand : the life and music of Eric Clapton (2018)